# Kaniów
Kaniów je vesnice v jižním Polsku ve Slezském vojvodství v okrese Bílsko-Bělá v gmině Bestwina. Leží na soutoku Bělé a Visly na malopolské straně historické slezsko-malopolské/haličské zemské hranice a poblíž někdejší rakousko-pruské hranice. Na západě sousedí s městem Čechovice-Dědice, k němuž byl v letech 1977–1982 přičleněn.
Probíhá tudy železniční magistrála Krakov – Bohumín – Vídeň, aneb historická Severní dráha císaře Ferdinanda. V obci se nachází vlaková zastávka Kaniów, odkud v jízdním řádu 2017/2018 odjíždělo několik spojů do Čechovic-Dědic a přes Osvětim do Krakova.
Na území Kaniowa byl v roce 2008 otevřen Bílský technologický park letectví, podnikaní a inovací (Bielski Park Technologiczny Lotnictwa, Przedsiębiorczości i Innowacji), který se skládá z letiště s 700metrovou asfaltobetonovou ranvejí, hangárů, čerpací stanice a výrobních hal, v nichž jsou montovány kluzáky a ultralehká letadla.
Druhým průmyslovým podnikem je štěrkovna v severní části obce a významnou hospodářskou roli hraje i rybníkářství. Kaniowem se táhne velká rybniční soustava přesahující z tzv. Žabího kraje na Těšínsku. Pocházel odsud Adolf Gasch, který vyšlechtil nové plemeno kapra zvané kapr haličský.